# ナハル・オズの戦い
ナハル・オズの戦いは、2023年10月7日の朝にガザ地区北部で隣接する軍事基地とナハル・オズのキブツを攻撃したもので、2023年のハマース主導のイスラエルへの攻撃の一環として行われた。この攻撃で、60人以上のイスラエル兵士と15人の民間人が死亡した。また、兵士数名と市民8名が誘拐され、ガザ地区に連行された。イスラエル国防軍（IDF）は、基地やキブツで兵士や民間人が殺害された後、何人かの遺体もガザ地区に運ばれたと主張している。

## 背景
ナハル・オズはイスラエル南部の、ガザ国境に近いネゲヴ砂漠の北西部に位置するキブツである。2021年時点で人口は471人。1951年に設立され、国内初のナハル入植地となった。1953年には自治体となる。1956年、キブツの警備担当官であったロスバーグが、ガザからの侵入者によって殺害されたことが、ナハル・オズの歴史の中で重要な出来事となった。ロスバーグの葬儀では、当時の参謀総長であったモーシェ・ダヤンによる力強い弔辞が捧げられた後、イスラエルが直面する課題と隣国からの絶え間ない脅威が強調された（モーシェ・ダヤンのロイ・ロスバーグへの弔辞）。
2006年のレバノン侵攻後、小説家デイヴィッド・グロスマンが息子に宛てた弔辞は、ダヤンの以前の弔辞と比較された。2014年には、若い住民ダニエル・トレガーマンがガザからの迫撃砲で死亡した。
国際法において、非国家主体が国家主体の保有する軍事目標を攻撃することは禁じられていない。軍事目標に対するテロリストの攻撃や、テロリストの保有するものに対する軍事攻撃は、国際法の下で同様に許容される。しかし、キブツへの攻撃は国際法の下で違法であり、紛争当事者による民間人の住宅への攻撃も同様に国際法に違反するものである。

## 軍事基地での戦闘
ナハル・オズ基地で、ハマースのイッズッディーン・アル＝カッサーム旅団はイスラーム聖戦のアル＝クッズ旅団と合流した。アル＝クッズ旅団も過激な組織であり、イランとの関係が深いとされている。
初期の調査によると、40-50人の武装勢力がフェンスを突破してナハル・オズ基地の近くに向かった。
武装勢力はゲートの警備員と短時間、戦闘を行い、警備員を殺害して基地内に侵入。その後、基地の一部と設備を破壊した。基地の兵士たちは驚き、ほとんどが殺害された。作戦室では、参謀と監視員が集まり、部隊と連絡を取って戦闘ヘリを武装勢力に向けて出撃しようとした。大隊長と2人の小隊長は作戦室の外で武装勢力と銃撃戦を行った。この抵抗は、武装勢力が爆発物を内部に投げ入れるまで続き、結果、多くが命を落とした。
攻撃時、戦闘情報収集科の第414野戦情報大隊の兵士27人がこの基地で勤務しており、ハマースに殺害されるか、捕虜となった。ナハル・オズ基地で勤務している第414野戦情報大隊兵はすべて女性だった。兵たちの任務は、ガザ国境での偵察活動と鉄壁に設置された遠隔操作式の砲塔を操作することだった。基地がガザから1キロ未満の距離にあるにもかかわらず、大部分の兵士は自衛用の銃を所持していなかった。ハマースが攻撃を開始した際、基地には数人の戦闘員しかおらず、簡単に敗れた。武器を持たない第414野戦情報大隊の兵士たちは防空壕に隠れ、そのほとんどが殺害されるか、捕虜となった。イスラエル国防軍によると、第414野戦情報大隊の兵士20人がナハル・オズ基地で戦死し、6人が行方不明となった。
パレスチナ武装勢力たちは可燃性の物質を使用・有毒ガスを放出し、イスラエル軍に攻撃を行った。これによりイスラエル兵は数分で窒息を引き起こした。2023年12月13日現在、IDFの調査では使用された化学物質の正確な種類を特定できていない。監視員の指令室がある建物に避難していた22人の兵士のうち、7人だけが小さなバスルームの窓から脱出してガスから生き延びた。
武装勢力に対して、武器を持たない監視員の18歳と19歳の兵士たちの両親は、娘たちがイスラエル軍の戦闘員に見捨てられたと感じていた ；
「最終的に、緊急作戦室から脱出できたのは、最初に逃げた将校たちだった。将校たちが最初に逃げるなんて、いつからそんなことが許されるようになったのか？死んだ者たちは戦闘訓練を受けていない女性兵士で、武器も持っていない。彼女たちは最初に逃げ、見捨てられた。彼女たちは焼け死んだ。この件は伝える必要がある」 - 2023年10月7日に殺害された監視員 ロニ・エシェル軍曹（19歳）の両親の声明
先鋭部隊であるゴラニ旅団の第13大隊からは、41名の戦死者を出し、これは第三次中東戦争および第四次中東戦争での同部隊の戦死者数を合わせた数よりも多かった。この大隊の司令部はナハル・オズ基地にあったが、多くのゴラニ旅団の兵士は鉄壁沿いに散らばっており、初めは基地の防衛に当たっていなかった。ナハル・オズの監視施設とそのコンピュータ設備は、侵攻の最初の1時間以内に破壊された。

## キブツ内の状況
ナハル・オズ基地での戦闘と並行して、少なくとも20人、最大で100人の武装勢力が、ガザ地区北部にあるナハル・オズのキブツに侵入した。武装勢力は家に押し入り、キブツの住民を誘拐し、15人を殺害した。キブツの警備隊は応戦し、数時間にわたって武装勢力と戦闘を行った。キブツの警備隊司令であるイラン・フィオレンティーノは、その戦闘で命を落とした。さらに、一週間前にこの地域に配備されていたイスラエル国境警察の部隊も、キブツに到着し戦闘に参加した。現場にいた国境警察のヤアコヴ・クラスニャンスキーは、多数の武装勢力と戦っている際に命を落とした。クラスニャンスキーの遺体は、5人の武装勢力の遺体と共に発見された。他の数名の国境警察官も負傷した。
午前11時30分頃、もともとスデロットに配備される予定だった、約100人のギヴァティ旅団の兵士がナハル・オズに向かい、キブツに到着した。戦闘は、イスラエル国防軍（IDF）の増援部隊が到着しキブツと近くの軍事基地から武装勢力が撤退するまで続いた。キブツ内では、部隊が家々を一軒一軒回り、武装勢力の戦闘員を殺害した。キブツが制圧されると、市民たちは隠れていた家の安全室から出てきた。キブツを奪還した後、IDFは、バイクや車でキブツに侵入しようとする武装勢力の行動に対応し続けた。この広範な抵抗がナハル・オズで、クファルアザのような大規模な虐殺を防ぐのに繋がった可能性がある。
犠牲者には『イスラエル・ハヨム』の写真家ヤニヴ・ゾハルとその家族などが含まれていた。また、イスラエルの世界的な水泳選手エデン・ニムリも攻撃で命を落とした。最初に12人の市民が死亡し、20人が行方不明だと報告された。後の報告で、ナハル・オズでは15人の市民が殺害されたことが確認された。その中にはタンザニアからの学生も含まれており、遺体はハマースが持って行った。合計で、ナハル・オズから8人の人質がガザ地区に連れ去られた。
ナハル・オズの住民は、2024年4月に様々な制限のもとでのみ帰宅が許可された。